# Bannalec
Bannalec (en bretó Banaleg) és un municipi francès, situat a la regió de Bretanya, al departament de Finisterre. L'any 2006 tenia 5.061 habitants. A l'inici del curs 2007 el 9,7% dels alumnes del municipi eren matriculats a la primària bilingüe.

## Demografia
| 1962                                       | 1968  | 1975  | 1982  | 1990  | 1999  |
| ------------------------------------------ | ----- | ----- | ----- | ----- | ----- |
| 1.034                                      | 1.053 | 1.759 | 2.112 | 2.383 | 2.313 |
| Des de 1962: població sense dobles comptes |       |       |       |       |       |

## Administració
| Període   | Identitat    | Partit |
| --------- | ------------ | ------ |
| 2001-2008 | Yvon Le Bris | PS     |
| 2008-     | Yves André   | PS     |